# Marie Étienne
Pour les articles homonymes, voir Étienne.
Marie Étienne, née en 1938, est une poétesse, romancière et critique littéraire française.

## Biographie
Autrice d’une thèse, en 1998, sur les interactions du théâtre et de la littérature, Marie Étienne est poétesse, romancière et critique littéraire. Elle a longtemps vécu hors de France (Vietnam, Côte d'Ivoire, Allemagne, Sénégal).
Elle a été de 1978 à 1998 rédactrice à la revue Action poétique ; de 1976 à 1988, en tant que collaboratrice d'Antoine Vitez, secrétaire générale et responsable des lectures de poésie au Théâtre des Quartiers d'Ivry puis au Théâtre national de Chaillot, où elle a organisé une soixantaine de soirées littéraires qui ont notamment accueilli Adonis, John Cage, Michel Deguy, André Frénaud, Armand Gatti, Jean Grosjean, Valère Novarina, Jacques Réda, Jacques Roubaud, Jude Stefan, Jean Tardieu, Andrea Zanzotto ; de 1985 à 2015, rédactrice à La Quinzaine littéraire, le bimensuel de Maurice Nadeau, qu’elle a quitté à l’automne 2015 avec l’ensemble de la rédaction, pour créer le journal en ligne En attendant Nadeau.
Deux ouvrages collectifs, Revue Nu(e) en 2011, et Marie Etienne, Organiser l’indicible, en 2013 ont été consacrés à l’auteur par Marie Joqueviel-Bourjea.

### Distinctions
Elle a reçu le prix Mallarmé pour Anatolie en 1997 et le  prix Paul-Verlaine de l'Académie française en 2011 pour Le Livre des recels et Haute Lice ; le prix Léopold Sedar Senghor pour l’ensemble de son œuvre.

## Œuvres

### Poésie
- La Longe, Temps actuels, coll. « La Petite Sirène », 1981
- Lettres d'Idumée, précédées de Péage, Paris, Seghers, 1982
- Le Sang du guetteur, Arles, Actes Sud, 1985
- La Face et le lointain, Moulins, Ipomée, 1986
- Katana, dessins de Sandra Monciardini, Scandéditions, 1993 Traduction anglaise : Katana, traduit par Anne Talvaz, Ravena Press, États-Unis, 2014
- Anatolie, Flammarion, 1997 Prix Mallarmé
- Roi des cent cavaliers, Flammarion, 2002 Traduction anglaise : King of a Hundred Horsemen, traduit par Marilyn Hacker (Robert Fagles Prize for translation), Farrar, Straus & Giroux, New York, 2008
- Dormans, Flammarion, 2006
- Le Livre des recels, Flammarion, 2011 Prix Paul-Verlaine de l’Académie française
- Sommeil de l'ange, In'hui / Le Castor astral, 2022 Prix Heredia de l’Académie française

### Poésie, prose
- Éloge de la rupture, pointe sèche de Christian Rosset, Ulysse fin de siècle, Plombières-lès-Dijon, 1991
- Les Passants intérieurs, Virgile, Fontaine-lès-Dijon, 2004
- Les Soupirants, Virgile, 2005
- Haute Lice, Corti, 2011
- Cheval d’Octobre, Tarabuste, 2015

### Romans
- Clémence, Balland, 1999
- L'Inconnue de la Loire, La Table ronde, 2004

### Récits
Théâtre
- Antoine Vitez, le roman du théâtre, 1978-1982, Balland, 2000
- En compagnie d'Antoine Vitez, 1977-1984, Hermann, Vertige de la langue, 2017
- Antoine Vitez et la poésie, In’hui/Le Castor astral, « Les passeurs d’Inuits », 2019

Histoire
- Sensò, la guerre, Balland, 2002
- L'Enfant et le Soldat, La Table ronde, 2006

Cinéma
- Les Yeux fermés ou Les Variations Bergman, Corti, En lisant en écrivant, 2011

### Anthologies
Dont elle est l’auteur 
- Poésies des lointains, Actes sud, Arles, 1995
- Cent ans passent comme un jour, 56 poètes pour Aragon, Dumerchez, Creil, 1997

Dans lesquelles elle figure 
- Fabio Doplicher, Poesia della metamorfosi, Roma, Quaderni di Stilb, 1982
- Henri Deluy, L’Anthologie arbitraire d’une nouvelle poésie, 1960-1982, Flammarion, 1983
- Christian Descamps, Poésie du monde francophone, Le Castor astral/ Le Monde, 1986
- Robert Sabatier, La Poésie du vingtième siècle, Albin Michel, 1988
- Henri Deluy, Poésie en France 1983-1988, Une anthologie critique, Flammarion, 1989
- Eugen Helmlé, Résonances, Poètes français depuis 1960, Bavière, München Kirchheim, 1989
- Jorge Fondebrider, Poesìa francesa contemporenea 1940-1997, Buenos Aires, Libros de Tierra Firme, 1997
- Pascal Boulanger, Une « Action poétique » de 1950 à aujourd’hui, Flammarion, 1998
- Henri Deluy, Une anthologie de circonstance, Fourbis,1993
- Liliane Giraudon, Henri Deluy, Poésies en France depuis 1960. 29 femmes, Stock, 1994
- Michael Bishop, Contemporary French Women Poets, vol. II, Amsterdam, Atlanta, Rodopi, 1995
- Anne Struve-Debeaux, Petite Anthologie de poésie française francophone, Tokyo, Shichôsha, 2001
- Hoàng Hung, Les Nouveaux Poètes français des trois dernières décennies, l’Association des écrivains, Hanoi, 2002
- Yamily Yunis, Poesìa francesa hoy, una antologìa, Lima, Pérou, Jaime Campodonico, 2002
- Mary Ann Caws, The Yale Anthology of Twentieth-Century French Poetry, New Heaven, London, Yale University Press, 2004
- Yves di Manno, 49 poètes, un collectif, Flammarion, 2004
- Mohammad Ali Sepanlou, La Poésie contemporaine française, 1950-2004, Téhéran, Saless, 2005
- Waine Miller, Kevin Prufer, New European Poets, Minnesota, Graywolf Press, 2008
- Marilyn Hacker, Unauthorized Voices, Essays on Poets and Poetry, 1987-2009, Michigan, The University of Michigan Press, 2010
- Marilyn Hacker, A Stranger’s Mirror, New and Selected Poems, 1994-2014, New-York, London, W.W. Norton &Company, 2015
- Gérard Cartier, En Vivo, Una antologìa de la poesìa francesa actual, Buenos Aires, Leviatàn, 2015
- Valentina Gosetti, Andrea Bedeschi et Adriano Marchetti, Donne. Poeti di Francia e Oltre. Dal Romanticismo a Oggi, Italie, Giuliano Ladolfi Editore, 2017.
- Yves di Manno & Isabelle Garron, Un Nouveau Monde, Poésies en France. 1960-2010, Flammarion, 2017
- Donne. Poeti di Francia e Oltre. Dal Romanticismo a Oggi. Sous la direction de Valentina Gosetti, Andrea Bedeschi et Adriano Marchetti, Giuliano Ladolfi Editore, 2017 (ISBN 978-88-6644-349-0)
- Marilyn Hacker, Blazons, New and Selected Poems, 2000-2018, Manchester, Carcanet, 2019
- Jean-Yves Reuzeau, Nous, avec le poème comme seul courage, Le Castor astral, 2020

### Essais (ouvrages collectifs)
- « Antoine Vitez, professeur au conservatoire », in Les Voies de la création théâtrale, CNRS, 1981
- Les Poètes et la Prose, in Formes poétiques contemporaines, Paris-Bruxelles, Les Impressions nouvelles, 2006
- L’Embrasure et le Monde, The Doorway and the World, Women in Contemporary French-Language Poetry, traduction Dawn Cornelio, Beyond Frenh Feminisms, Palgrave Macmilan, USA, 2003

### Livres d'artistes
avec les peintres Gaston Planet, Boulay, Bertrand Bracaval, Jean-Michel Meurice, Jacques Clauzel, Michel Mousseau

### Émissions radiophoniques
- La Distraction, par Christian Rosset et Marie Étienne, France Culture, 1996.
- Hamlet, par Marie Étienne, Les Nuits magnétiques, 1994, avec des entretiens et des extraits du spectacle monté par Antoine Vitez en 1982.
- La Nuit rêvée de Marie Étienne, France Culture, novembre 2012.

## À propos de Marie Étienne
Ouvrages collectifs sous la direction de Marie Joqueviel-Bourjea
- Revue Nu(e) , Nice, n° 47, 2011
- Marie Étienne, Organiser l’indicible, éd. L’Improviste, 2013

Colloques
- Dawn Cornelio : « De Sensò la guerre à L’Enfant et le soldat, lire redire, traduire, récrire », colloque « Liberté, licence, illisibilité poétiques », Université de San Diego, Californie, 2008
- Marie-Joqueviel-Bourjea : « Marie Étienne, une poésie qui rêve de prose », colloque « Liberté, licence, illisibilité poétiques », Université de San Diego, Californie, 2008
- Marie-Joqueviel-Bourjea : « Entre le nombre et la nuit », colloque Université Blaise Pascal, Clermont-Ferrand Voi(es)x de l’autre, Poètes femmes XIX-XXIe siècle, 2007 ; in Voi(es)x de l’autre, Clermont-Ferrand, Presses universitaires Blaise-Pascal, 2010.
- Marie-France Étienne, Dawn Cornelio, Marie Joqueviel-Bourjea : colloque « Nouveaux mondes, nouveaux espaces », Université de Guelf, Toronto, 2010 ; in revue Sites, vol. 15 n°5, Connecticut, 2011
- Marie Joquevie-Bourjea : « Ce n’est plus à voir : c’est-à-dire (Marie Étienne, Les Soupirants » colloque « Voir/Être vue », Mulhouse, 2009 ; L’Improviste, 2011
- Béatrice Bonhomme, Serge Bourjea, Yves di Manno, Marie Étienne, Marie-France Étienne, Isabelle Garron, Marie Joqueviel-Bourjea, Laure Michel, Gérald Purnelle, Marc Quaghebeur, Paul Louis Rossi, Martin Rueff : Journée d’études, Université de Montpellier, avril 2011 et session de congrès du Conseil International des Études Francophones, Aix-en-Provence, juin 2011, L’Improviste, 2013
- Marie Étienne et Marie-Joqueviel-Bourjea, entretien : « Genèse d’un numéro : NU(e) 47 », Colloque Université Paul-Valéry, Montpellier, 2017 ; in NU(e) : une revue, des voix, la poésie, Hermann, 2019

Entretiens
- Florence Delay, « Conversation sur Lettres d’Idumée », in Banana split, Marseille, 1982
- Dawn Cornelio, « Vie de fille, vie de femme », in Women in French Studies, 2008
- John Stout, in L’Enigme-poésie. Entretiens avec 21 poètes françaises, Amsterdam-New-York, 2010
- Sur France Culture, avec Olivier Germain-Thomas, Alain Veinstein, Jean-Baptiste Para

Articles de dictionnaires
- Gérard Noiret, in Dictionnaire de poésie de Baudelaire à nos jours (sous la direction de Michel Jarrety), PUF, 2001
- Johan Faerber, In Le Dictionnaire universel des créatrices, Des Femmes-Antoinette Fouque, 2013